# Enchytraeus multiannulatus
Enchytraeus multiannulatus is een ringworm uit de familie van de Enchytraeidae. De wetenschappelijke naam van de soort is voor het eerst geldig gepubliceerd in 1936 door Altman.